# Genbō
Genbō (玄昉, d. 746), aussi connu sous le nom de  Gembō, est un moine bouddhiste et lettré japonais, fonctionnaire de la cour impériale à Nara. Il fut un des moines qui introduisit au Japon l'école Hossō-shū.

## Biographie
En 717 ou 718, il accompagne la mission japonaise dans la Chine des Tang (Kentōshi) avec Kibi no Makibi et Abe no Nakamaro. Genbō reste dix-sept ans en Chine avant de retourner au Japon. Là-bas, il étudie les doctrines de la secte bouddhique Faxian Zong, connue au Japon sous le nom de Hossō-shū. Il deviendra un personnage important de cette école.
En 735, il ramène au Japon quelque 5000 textes bouddhiques, ainsi que des objets de culte comme des statues, des peintures ou encore des accessoires pour le culte. De retour dans son pays il fut nommé abbé (sojo) du temple Kōfuku-ji par l'empereur Shōmu.
En 740 (an 12 de l'Ère Tenpyō), Genbō fait des avances inappropriées à la femme de Fujiwara no Hirotsugu qui demande alors la révocation du prêtre. Toutefois, Kibi no Makibi et Genbō conspirent avec succès à le discréditer. À la suite de cela, il fut envoyé en 745, à Dazaifu pour superviser les travaux de la construction d'un temps, et il mourut l'année suivante, au temple de  Kōfuku-ji. La croyance populaire veut que Genbô ait trouvé la mort, tué par l'esprit vengeur de Hirotsugu.